# Heinrich Reiser (Jurist)

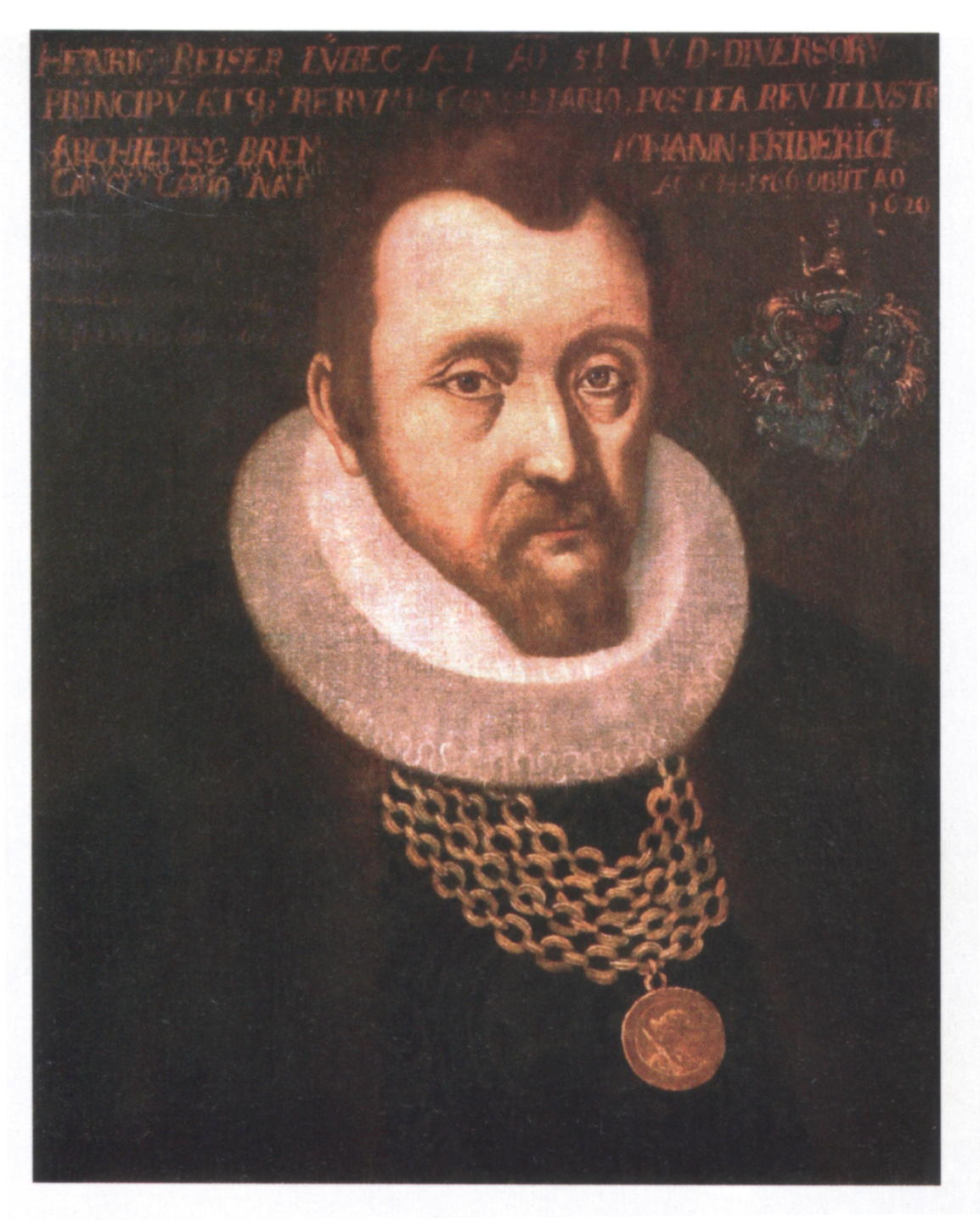
Heinrich Reiser. Porträt eines unbekannten Malers aus dem Rathaus zu Lübeck.

Heinrich Reiser (* 16. April 1566; † 27. September 1629 in Lübeck) war ein deutscher Jurist.

## Leben
Reiser war der Sohn des aus Nürnberg stammenden Lübecker Bürgers Jürgen Reiser (1538–1605) und seiner Frau Adelheid, einer Tochter des Lübecker Bürgers Hinrich Rykhoff. Reiser studierte um 1587 Rechtswissenschaften an der Universität Frankfurt/Oder und ab 1588 an der Akademie Altdorf. Als Advokat und Angehöriger der Lübecker Bürgerschaft erlangte er historische Bedeutung durch die nach ihm benannten Reiserschen Unruhen des Jahres 1599. Er tat sich als Kopf und Wortführer hervor, als die Bürgerschaft vom Lübecker Rat Rechenschaft über umstrittene politische Entscheidungen verlangte und einen Katalog von Beschwerden vorlegte, mit denen sie innere Reformen des Gemeinwesens einforderte.
Nach 1600 wurde Reiser Syndikus des Lübecker Domkapitels, 1610 Rat von Haus aus des Herzogs Hans Albrecht von Mecklenburg, 1617 bis 1620 Kanzler des Erzbischofs Johann Friedrich von Bremen in Bremervörde, 1620 Rat von Haus aus des Erzbischofs Johann Friedrich von Bremen.
Heinrich Reiser heiratete am 18. Mai 1595 Anna Högelken (1575–1642), Tochter des Stadtkommandanten Michael Högelke, mit der er zwei Söhne, den Hamburger Advokaten Michael und den Lübecker Stadtkommandanten Andreas hatte, sowie eine Tochter, Sarah Dorothea Reiser (1599–1654), die den Lüneburger Syndicus Heinrich Bacmeister (1584–1628) heiratete und Mutter von Heinrich Bacmeister wurde. Er wohnte Johannisstraße 32. Er wurde am 27. September 1629 begraben.